# Real Molfetta Calcio a 5
L'Associazione Sportiva Dilettantistica Real Molfetta C5 è una squadra italiana di calcio a 5 con sede a Molfetta.

## Storia
La società nasce nell'estate del 2024 dalla consolidata passione calcettistica del duo presidenziale, Leonardo Mele e Gigi Metta già dirigenti vent'anni prima, della prima società del Real Molfetta C5, presente per diverse stagioni nei campionati nazionali di futsal.

## Partecipazioni ai campionati nazionali
| Livello | Categoria | Partecipazioni | Debutto | Ultima stagione | Totale |
| ------- | --------- | -------------- | ------- | --------------- | ------ |
| 4º      | Serie B   |                |         |                 |        |

## Palmarès
1 Coppa Italia di Serie C1 Puglia